# Sant Gèire d'Ai
Saint-Jeure-d'Ay és un municipi francès situat al departament de l'Ardecha i a la regió d'Alvèrnia-Roine-Alps. L'any 2007 tenia 437 habitants.

## Demografia

### Població
El 2007 la població de fet de Saint-Jeure-d'Ay era de 437 persones. Hi havia 166 famílies de les quals 36 eren unipersonals (20 homes vivint sols i 16 dones vivint soles), 47 parelles sense fills, 63 parelles amb fills i 20 famílies monoparentals amb fills.
La població ha evolucionat segons el següent gràfic:
Habitants censats

### Habitatges
El 2007 hi havia 202 habitatges, 168 eren l'habitatge principal de la família, 15 eren segones residències i 19 estaven desocupats. 182 eren cases i 20 eren apartaments. Dels 168 habitatges principals, 120 estaven ocupats pels seus propietaris, 40 estaven llogats i ocupats pels llogaters i 8 estaven cedits a títol gratuït; 1 tenia una cambra, 10 en tenien dues, 20 en tenien tres, 41 en tenien quatre i 96 en tenien cinc o més. 119 habitatges disposaven pel capbaix d'una plaça de pàrquing. A 61 habitatges hi havia un automòbil i a 91 n'hi havia dos o més.

### Piràmide de població
La piràmide de població per edats i sexe el 2009 era:
| Homes | Edats   | Dones |
| ----- | ------- | ----- |
| 0     | 95 o +  | 0     |
| 0     | 90 a 94 | 8     |
| 0     | 85 a 89 | 12    |
| 0     | 80 a 84 | 0     |
| 4     | 75 a 79 | 4     |
| 8     | 70 a 74 | 20    |
| 4     | 65 a 69 | 4     |
| 16    | 60 a 64 | 20    |
| 16    | 55 a 59 | 8     |
| 16    | 50 a 54 | 4     |
| 12    | 45 a 49 | 28    |
| 12    | 40 a 44 | 8     |
| 20    | 35 a 39 | 4     |
| 4     | 30 a 34 | 8     |
| 20    | 25 a 29 | 12    |
| 16    | 20 a 24 | 24    |
| 4     | 15 a 19 | 8     |
| 12    | 10 a 14 | 8     |
| 8     | 5 a 9   | 4     |
| 8     | 0 a 4   | 4     |

## Economia
El 2007 la població en edat de treballar era de 267 persones, 192 eren actives i 75 eren inactives. De les 192 persones actives 183 estaven ocupades (99 homes i 84 dones) i 9 estaven aturades (2 homes i 7 dones). De les 75 persones inactives 24 estaven jubilades, 31 estaven estudiant i 20 estaven classificades com a «altres inactius».

### Ingressos
El 2009 a Saint-Jeure-d'Ay hi havia 166 unitats fiscals que integraven 432 persones, la mediana anual d'ingressos fiscals per persona era de 15.939 €.

### Activitats econòmiques
Dels 11 establiments que hi havia el 2007, 1 era d'una empresa alimentària, 1 d'una empresa de fabricació d'altres productes industrials, 1 d'una empresa de construcció, 5 d'empreses de comerç i reparació d'automòbils, 1 d'una empresa immobiliària i 2 d'empreses classificades com a «altres activitats de serveis».
L'únic servei als particulars que hi havia el 2009 era una perruqueria.
Dels 2 establiments comercials que hi havia el 2009, 1 era una fleca i 1 una floristeria.
L'any 2000 a Saint-Jeure-d'Ay hi havia 16 explotacions agrícoles que ocupaven un total de 256 hectàrees.

## Equipaments sanitaris i escolars
El 2009 hi havia 2 escoles elementals.

## Poblacions més properes
El següent diagrama mostra les poblacions més properes.